# Ђорђе Поповић Даничар
Ђорђе Поповић Даничар (Буковац, 20. октобар/1. новембар 1832 — Београд, 25. март/7. април 1914) био је српски новинар и књижевник.

## Биографија
Гимназију је похађао у Сремским Карловцима, Сегедину, Загребу и Бечу. Права је студирао у Бечу.
Уређивао је часописе „Седмицу“, „Српски дневник“ и „Даницу“. Први број „Данице“ је изашао 20. фебруара 1860, а последњи 20. августа 1872. Излазио је десетодневно у Новом Саду, са прекидом од августа 1871. до маја 1872. Ђорђе Поповић је покренуо и уређивао овај часопис од првог броја до августа 1871. По том часопису је добио и надимак „Даничар“.
Ђорђе Поповић је први преводилац Сервантесовог "Дон Кихота" на српски (1895—96, Београд, Задужбина Илије Милосављевића Коларца, 4 св.).
За кореспондентног члана Друштва српске словесности изабран је 21. јануара 1862. За дописног члана Српског ученог друштва именован је од оснивања 29. јула 1864. За редовног члана изабран је 30. јануара 1885. и то у Одбору за науке филозофске и филолошке. Почасни члан Српске краљевске академије постао је 15. новембра 1892.
Од 1876. године је у Београду чиновник Пресбироа, од 1888. генерални конзул Србије у Скопљу, те кустос Народне библиотеке.
Даничарева улица у Београду носи име по Поповићевом надимку.

## Галерија
- Насловна страна трећег броја "Данице" из марта 1860.
- Постављење Поповића за помоћника библиотекара 1894.
- Даничар у познијим годинама